# Kęstutis Smirnovas
Kęstutis Smirnovas (ur. 8 kwietnia 1976 w Szakach) – litewski polityk. Poseł na Sejm Republiki Litewskiej. 

## Życiorys
W 1994 uzyskał dyplom Młodego Rolnika w Szkole Rolniczej we Władysławowie. W 1999 roku otrzymał Certyfikat Straży Granicznej, podstawowe szkolenie zawodowe w centrum szkoleniowym w Ministerstwie Spraw Wewnętrznych. W 2002 roku obronił tytuł licencjata z wychowania fizycznego na Litewskiej Akademii Wychowania Fizycznego (obecnie Litewski Uniwersytet Sportowy). W 2008 otrzymał tytuł magistra nauk o edukacji na Uniwersytecie Witolda Wielkiego.
W latach 1997–1999 pracował w policji granicznej w Pojegi. Następnie w latach 1999-2016 został nauczycielem w Judo Sparring w szkole sportowej dla dzieci i młodzieży w Szakach.
W 2016 przyjął propozycję kandydowania do Sejmu z ramienia Litewskiego Związku Rolników i Zielonych. W wyborach w 2016 uzyskał mandat posła na Sejm Republiki Litewskiej.
W latach 2000–2014 zawodnik MMA. 